# Bewilligung (Bergrecht)
Die Bewilligung ist im deutschen Bergrecht das Recht, Bodenschätze in einem bestimmten Grubenfeld zu gewinnen.

## Begriffe
Die Bewilligung wurde mit dem Bundesberggesetz in der BRD 1982 eingeführt und löste in der Bundesrepublik den Begriff  der Mutung nach dem Allgemeinen Berggesetz für die preußischen Staaten ab. In der DDR war durch das Berggesetz der DDR vom 12. Mai 1969 bestimmt, dass das Gewinnungsrecht dem Staat zusteht und „grundsätzlich durch staatliche Organe oder volkseigene Betriebe ausgeübt“ wird. Seit 1990 gilt gemäß Einigungsvertrag das Bundesberggesetz für ganz Deutschland.
Der Bewilligung geht die Erlaubnis voraus. Die Erlaubnis wird benötigt, um Bodenschätze aufzusuchen.

## Inhalt
Mit der Bewilligung wird dem Bergbauunternehmer das Recht erteilt, Bodenschätze aufzusuchen, zu gewinnen, die dazu notwendigen Grubenbaue anzulegen, Betriebsanlagen zu errichten sowie das Eigentum an den Bodenschätzen zu erwerben. Weiterhin erlaubt die Bewilligung dem Unternehmer, Grundabtretungen zu verlangen, dadurch kann ein Bergbautreibender fremden Grund und Boden für Zwecke des Bergbaus in Anspruch nehmen.